# Île Doumer
Pour les articles homonymes, voir Doumer.
L'île Doumer est une île de l'archipel Palmer, sur la côte nord-ouest de la péninsule Antarctique, faisant 7,2 km de long sur 3,2 km de large. Elle est dominée par un pic pyramidal couvert de neiges éternelles, de 515 m d'altitude. Située au sud de l'île Anvers, elle a été découverte par l'expédition antarctique belge de 1897-1899, dirigée par Adrien de Gerlache. La première expédition Charcot de 1903-1905 la redécouvre, la cartographie et lui donne le nom de Paul Doumer, alors président de la Chambre des députés.

## Base scientifique
Le Chili y maintient une base d'été, la base Yelcho (64° 52′ 33″ S, 63° 35′ 02″ O). Fondée le 18 février 1962, elle est entretenue par l'Instituto Antártico Chileno (en).

## Revendications territoriales
L'Argentine intègre l'île dans la province de la Terre de Feu. Le Chili l'intègre dans la commune de l'Antarctique chilien, qui fait partie de la province de l'Antarctique chilien. Quant au Royaume-Uni, il l'intègre au territoire antarctique britannique.
Ces trois revendications sont soumises aux dispositions et restrictions de souveraineté du traité sur l'Antarctique. L'île est donc nommée :
- en Argentine : Isla Doumer
- au Chili : Isla Doumer
- au Royaume-Uni : Doumer Island